# 北カフカーズ統合軍集団
北カフカーズ統合軍集団（Объединенная группировка войск (сил) на Северном Кавказе；略称ОГВ）は、北カフカーズ地域における対テロ作戦のために創設された省庁間に跨る統合部隊。創設当初は、ロシア連邦軍の指揮下にあったが、現在はロシア国内軍が指揮している。本部は、ハンカラに位置する。統合軍集団の兵員は、全員契約兵（志願兵）とされている。

## 概要
北カフカーズ統合軍集団は、1999年9月23日付「ロシア連邦北カフカーズ地域領域における対テロ作戦の有効性の向上に関する措置に関する」大統領令に基づき編成された。統合軍集団には、ロシア連邦軍の外、国内軍、内務機関（警察）、民間防衛軍、連邦保安庁（FSB）、国境軍、鉄道軍、連邦政府・通信局（FAPSI）の部隊が編入された。1999年12月26日、統合軍集団は任務に着手した。
統合軍集団創設当初、司令官には、ロシア連邦軍の将官が任命されていたが、チェチェンでの活動が軍事作戦から治安維持に転移したことに従い、2003年9月、国内軍副総司令官が任命された。以後、統合軍集団は、国内軍の北カフカーズ国内軍管区の指揮下にある。
訓練施設として、クラスノダール地方に、特殊任務・偵察部隊山岳訓練センター「ハツァヴィータ」（ロシア語: Хацавита）が存在する。教育期間は25日間で、毎年1,500人の国内軍軍人が教育を受けている。

## 歴代司令官
1. ヴィクトル・カザンツェフ大将（1999年 -）：ロシア連邦軍北カフカーズ軍管区司令官
2. ウラジーミル・モルテンスコイ（-）：
3. セルゲイ・マカロフ（-）：
4. ワレーリー・バラノフ（2003年9月 - 2005年7月）：国内軍副総司令官
5. エウゲニー・ラゼビン中将（2005年7月 - 2006年6月）：国内軍副総司令官
6. エウゲニー・バリャエフ大将（2006年6月 - 12月）：国内軍第一副総司令官
7. ヤーコフ・ネドビトコ中将（2006年12月 - 2008年1月）：
8. ニコライ・シヴァク少将（2008年1月 -）：国内軍北カフカーズ地域司令部第一副司令官